# Paganocristianismo

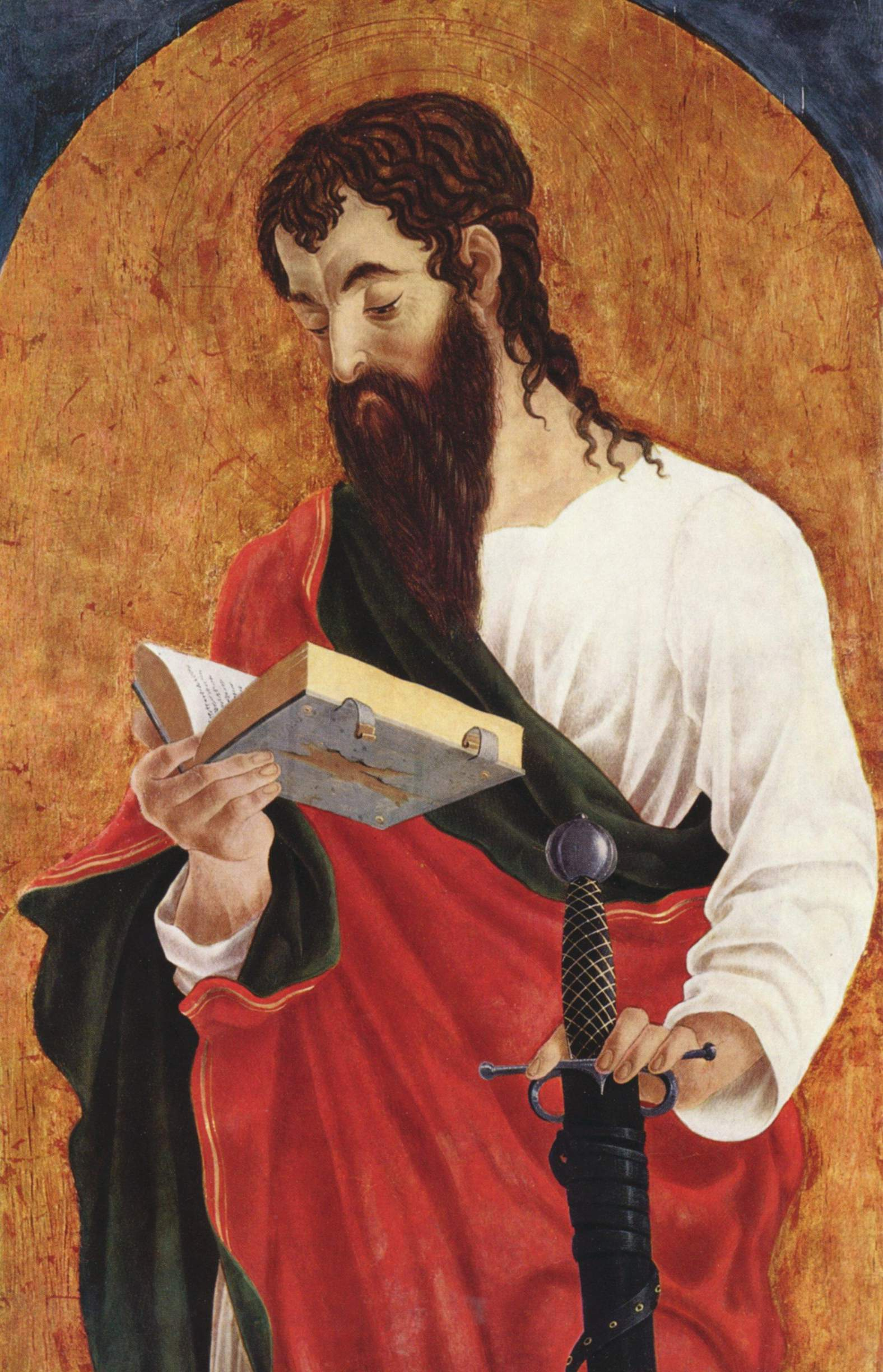
Pablo de Tarso, conocido como el apóstol de los gentiles.

Paganocristianismo, cristianismo gentil o cristianismo pagano son términos acuñados por la moderna investigación occidental para referirse a una corriente cristiana que se originó en el siglo I en la ciudad siria de Antioquía. Como indica su nombre, es un cristianismo adaptado al sustrato social, religioso y psicológico del mundo pagano, mayoritario por entonces en el Imperio romano.
El paganocristianismo nació en oposición de medios y fines con el judeocristianismo, que entendía el cristianismo como una continuación del judaísmo y propugnaba una observancia de las leyes judías (Torá) enriquecida con las prácticas específicamente cristianas. Santiago el Justo, llamado en las cartas de Pablo «hermano del Señor» y «columna de la Iglesia», fue el principal valedor de esta corriente cristiana. El paganocristianismo nació como una adaptación del ideario cristiano al entorno pagano que vino motivada por la aversión que los paganos sentían hacia ciertos aspectos de la ley judía (como la circuncisión o la prohibición de ingerir alimentos sacrificados a los ídolos). Antioquía, ciudad pagana por excelencia, y liberal en sus costumbres, fue el primer escenario donde se experimentaron formas cristianas que relajaban la observancia del judaísmo.
El principal impulsor del cristianismo pagano fue Pablo de Tarso, apoyado por la comunidad judeo helenista de Antioquía. Pabló fundó en Europa y Asia Menor comunidades paganocristianas en ciudades como Filipos, Tesalónica, Corinto o Éfeso. El éxito de su modelo y la buena acogida que tuvo provocó un conflicto con la corriente judeocristiana, que observó con malestar la ruptura progresiva con la Ley. La tensión entre las dos corrientes quedó resuelta a favor del paganocristianismo tras la primera guerra judeo-romana y que se saldó en el año 70 con la Destrucción del Templo y la prohibición de que los judíos viviesen en Jerusalén. La pérdida de influencia del judaísmo y su dificultad de observancia decantaron la balanza del lado pagano cristiano.
A mediados del siglo I, la Didaché reflejaba aún la preocupación de una comunidad cristiana que intenta permanecer fiel a la Ley, en la medida de lo posible. A principios del siglo II, Ignacio de Antioquía propugnaba una ruptura total con el judaísmo.